# Emmy Funk
Emma Anna Maria Funk, genannt Emmy, geb. Swoboda, auch Swoboda-Funk, Funk-Swoboda (* 19. September 1915 in Wien; † 10. April 1974 ebenda) war eine österreichische Opernsängerin mit der Stimmlage Sopran.

## Leben
Emmy Swoboda studierte an der Universität Wien ab 1934 bis 1938 Musikwissenschaft bei Robert Lach und Alfred Orel und wurde 1942 promoviert. Im Sommersemester 1936 besuchte sie die Opernschule bei Wilhelm Klitsch an der Wiener Musikakademie. Ab 1937 hatte sie regelmäßig Auftritte auf Radio Wien. Gleichzeitig nahm sie privat Gesangsunterricht bei Minna Singer-Burian und sang ab 1938 an der Volksoper Wien sowie von 1945 bis 1964 an der Wiener Staatsoper. Auch als Konzertsängerin war sie zu hören. Außerdem sang sie auch für Schallplattenaufnahmen ein, vor allem Operetten. Nach ihrem Bühnenabschied 1964 wirkte sie in Wien als Gesangspädagogin.
Sie war ab dem 29. April 1938 mit Peter Funk, in zweiter Ehe ab dem 29. Oktober 1951 mit einem Herrn Schürmann und ab dem 19. Januar 1961 in dritter Ehe mit dem Kaufmann Heinrich Biber verheiratet.
Eine von Czeike angegebene Ehe mit dem Bassbariton Alois Pernerstorfer wird vom Oesterreichischen Musiklexikon bestritten.